# سارا ديبريتز

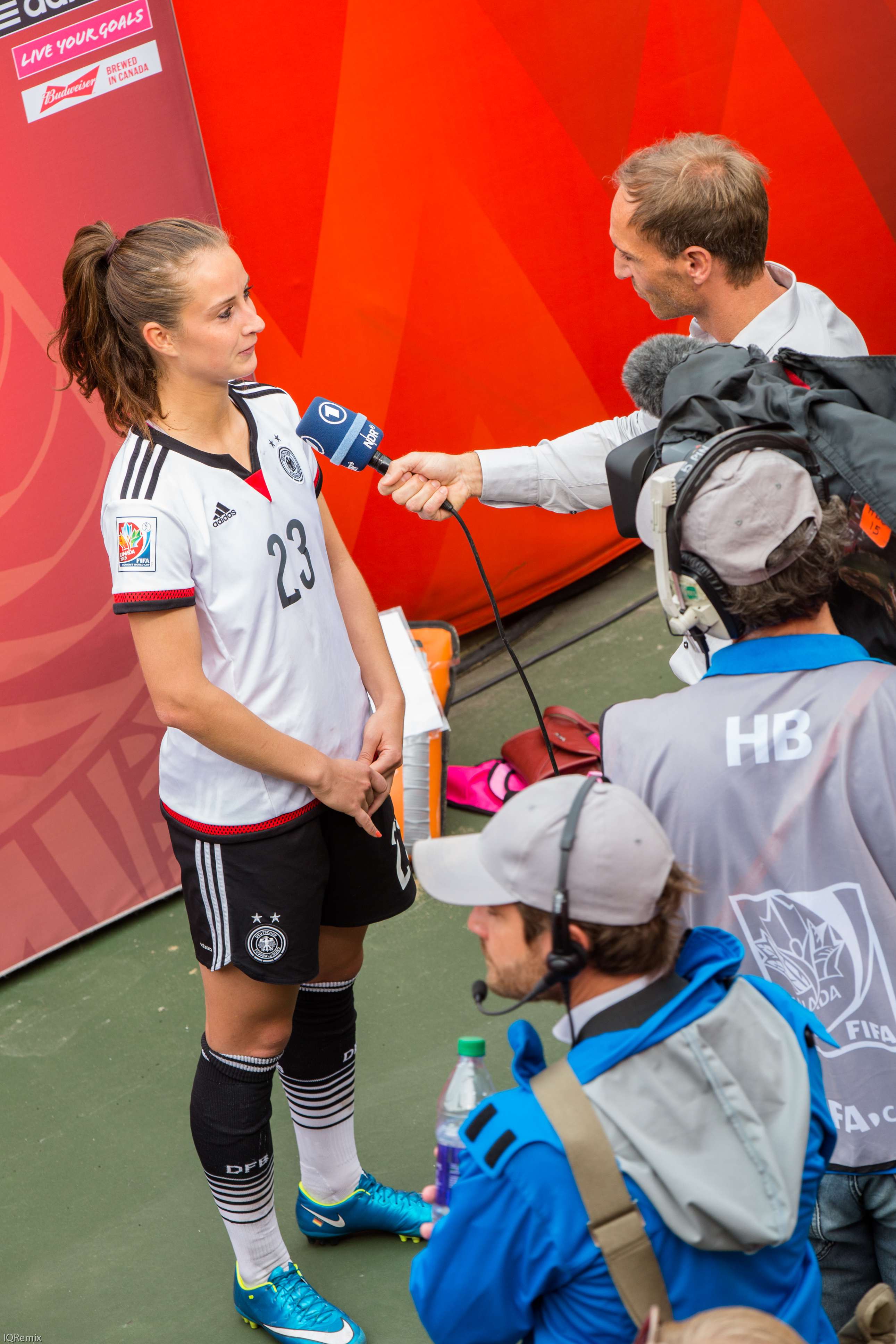
ديبريتز في مقابلة صحفية.

سارا ديبريتز (بالألمانية: Sara Däbritz) (المولودة 15 فبراير 1995) لاعبة كرة قدم ألمانية تلعب حاليًا مع نادي بايرن ميونخ الألماني و‌المنتخب الألماني.

## المسيرة الدولية
يوم 29 يونيو 2013، لعبت ديبريتز أول مباراة لها مع المنتخب الألماني في مباراة ودية ضد اليابان حيث دخلت بديلة في الشوط الثاني. استدعيت للمشاركة مع المنتخب في بطولة أمم أوروبا للسيدات 2013.
سجلت ديبريتز أول أهداف المنتخب الألماني في أولمبياد ريو 2016 في مباراة ضد زمبابوي في مرحلة المجموعات انتهت بفوز ألمانيا بنتيجة 6–1.

## روابط خارجية
- سارا ديبريتز على موقع الاتحاد الدولي (مؤرشف)  (الإنجليزية)
- سارا ديبريتز على موقع الاتحاد الأوربي (الإنجليزية)
- سارا ديبريتز على موقع قاعدة بيانات كرة القدم.إي يو (الإنجليزية)
- سارا ديبريتز على موقع بيانات كرة القدم. دي إي (الألمانية)
- سارا ديبريتز على موقع Soccerway.com (الإنجليزية)
- سارا ديبريتز على موقع عالم كرة القدم.نت (الإنجليزية)
- سارا ديبريتز على موقع اللجنة الأولمبية الدولية (الإنجليزية)
- سارا ديبريتز على موقع أوليمبيديا (الإنجليزية)
- سارا ديبريتز على موقع اللجنة الأولمبية الألمانية (الألمانية)